# Arlindo Pinheiro
Arlindo Leocadio Pinheiro (geb. 27. März 1971) ist ein ehemaliger são-toméischer Leichtathlet.
Er trat bei den Olympischen Sommerspielen 2000 in Sydney an, sowie bei den Weltmeisterschaften 1999 in Sevilla  und 2003 in Saint-Denis.
Im Wettbewerb über 110 m Hürden schied er bei den Olympischen Spielen mit einem sechsten Platz im Vorlauf aus.